# Sustitución no sinónima
Una sustitución no sinónima es una mutación de nucleótidos que altera la secuencia de aminoácidos de una proteína. Las sustituciones no sinónimas se diferencian de las sustituciones sinónimas, que no alteran las secuencias de aminoácidos y son (a veces) mutaciones silenciosas. Como las sustituciones no sinónimas dan lugar a un cambio biológico en el organismo, están sujetas a la selección natural.
Las sustituciones no sinónimas en un determinado locus se pueden comparar con las sustituciones sinónimas en el mismo locus para obtener la relación Ka/Ks. Esta relación se utiliza para medir la tasa evolutiva de las secuencias genéticas.  Si un gen tiene niveles más bajos de sustitución de nucleótidos no sinónimos que de sinónimos, entonces se puede inferir que es funcional porque una relación Ka/Ks < 1 es un sello distintivo de las secuencias que están siendo restringidas para codificar proteínas.
Las sustituciones no sinónimas también se denominan mutaciones de reemplazo.

## Tipos
Existen varios tipos comunes de sustituciones no sinónimas. 
Las mutaciones sin sentido son sustituciones no sinónimas que surgen de mutaciones puntuales, mutaciones en un solo nucleótido que resultan en la sustitución de un aminoácido diferente, lo que resulta en un cambio en la proteína codificada.
Las mutaciones sin sentido son sustituciones no sinónimas que surgen cuando una mutación en la secuencia de ADN hace que una proteína termine prematuramente al cambiar el aminoácido original a un codón de terminación. Otro tipo de mutación que tiene que ver con los codones de terminación se conoce como mutación continua o mutación de lectura continua, que ocurre cuando se intercambia un codón de terminación por un codón de aminoácido, lo que hace que la proteína sea más larga de lo especificado.

## La selección natural y la teoría casi neutral
Los estudios han demostrado que la diversidad entre sustituciones no sinónimas es significativamente menor que entre sustituciones sinónimas.  Esto se debe al hecho de que las sustituciones no sinónimas están sujetas a presiones selectivas mucho más altas que las mutaciones sinónimas.  Motoo Kimura (1968) determinó que las tasas de mutación calculadas eran imposiblemente altas, a menos que la mayoría de las mutaciones que ocurrían fueran neutrales o "casi neutrales".  Determinó que, si esto fuera cierto, la deriva genética sería un factor más poderoso en la evolución molecular que la selección natural.  La teoría "casi neutral" propone que la evolución molecular que actúa sobre sustituciones no sinónimas está impulsada por la mutación, la deriva genética y una selección natural muy débil, y que es extremadamente sensible al tamaño de la población.  Para determinar si la selección natural se está produciendo en un determinado loci, se puede realizar la prueba de McDonald-Kreitman.  La prueba consiste en comparar las proporciones de genes sinónimos y no sinónimos entre especies estrechamente relacionadas con la proporción de polimorfismos sinónimos y no sinónimos dentro de las especies. Si las proporciones son las mismas, entonces la teoría neutral de la evolución molecular es verdadera para esos loci y la evolución procede principalmente a través de la deriva genética. Si hay más sustituciones no sinónimas entre especies que dentro de una especie, se está produciendo una selección natural positiva en los alelos beneficiosos y se está produciendo una selección natural.  Se ha descubierto que las sustituciones no sinónimas son más comunes en loci que implican resistencia a patógenos, loci reproductivos que implican competencia de espermatozoides o interacciones óvulo-espermatozoide, y genes que se han replicado y adquirido nuevas funciones, lo que indica que se está produciendo una selección positiva. 

## Investigación
Desde hace muchos años se llevan a cabo investigaciones para modelar con precisión las tasas de mutación. Un artículo reciente de Ziheng Yang y Rasmus Nielsen comparó varios métodos y desarrolló un nuevo método de modelado. Descubrieron que el nuevo método era preferible por sus menores sesgos, lo que lo hace útil para la detección a gran escala, pero que el modelo de máxima verosimilitud era preferible en la mayoría de los escenarios debido a su simplicidad y su flexibilidad para comparar múltiples secuencias teniendo en cuenta la filogenia. 
Investigaciones posteriores realizadas por Yang y Nielsen descubrieron que las proporciones de sustitución de no sinónimos a sinónimos variaban entre los loci de diferentes linajes evolutivos. Durante su estudio de los loci nucleares de primates, ungulados de dedos pares y roedores, encontraron que la proporción variaba significativamente en 22 de los 48 loci estudiados. Este resultado proporciona una fuerte evidencia contra una teoría estrictamente neutral de la evolución molecular, que establece que las mutaciones son en su mayoría neutrales o deletéreas, y brinda apoyo a las teorías que incluyen mutaciones ventajosas. 